# Caribbean Football Union
Caribbean Football Union (ang. Związek Piłkarski Karaibów) – jedna z trzech regionalnych konfederacji piłkarskich wchodzących w skład CONCACAF. Utworzona 28 stycznia 1978 roku w Jamajce.
Do organizacji należy 31 Krajowych Związków Piłki Nożnej.

## Członkowie
- Anguilla
- Antigua i Barbuda
- Aruba (Terytorium zależne leży w Ameryce Południowej, ale federacja piłkarska jest członkiem CFU)
- Bahamy
- Barbados
- Bermudy
- Bonaire (Terytorium zależne leży w Ameryce Południowej, ale federacja piłkarska jest członkiem CFU, nie jest członkiem FIFA)
- Brytyjskie Wyspy Dziewicze
- Curaçao (Terytorium zależne leży w Ameryce Południowej, ale federacja piłkarska jest członkiem CFU)
- Dominika
- Dominikana
- Grenada
- Gujana (państwo leży w Ameryce Południowej, ale federacja piłkarska jest członkiem CFU)
- Gujana Francuska (terytorium leży w Ameryce Południowej, federacja piłkarska jest członkiem CFU, ale nie jest członkiem FIFA)
- Gwadelupa (nie jest członkiem FIFA)
- Haiti
- Kajmany
- Kuba
- Jamajka
- Martynika (nie jest członkiem FIFA)
- Montserrat
- Portoryko
- Saint Kitts i Nevis
- Saint Lucia
- Saint-Martin (nie jest członkiem FIFA)
- Saint Vincent i Grenadyny
- Sint Maarten (nie jest członkiem FIFA)
- Surinam (państwo leży w Ameryce Południowej, ale federacja piłkarska jest członkiem CFU)
- Trynidad i Tobago (państwo leży w Ameryce Południowej, ale federacja piłkarska jest członkiem CFU)
- Turks i Caicos
- Wyspy Dziewicze Stanów Zjednoczonych

## Organizowane rozgrywki
CFU organizuje 9 turniejów w piłce nożnej
Eliminacje
- Eliminacje do mistrzostw olimpijskich kobiet ze strefy Karaibów
- Eliminacje do mistrzostw olimpijskich U23 ze strefy Karaibów
- Kwalifikacje do Mistrzostw Świata i Ameryki Północnej U-17 w piłce nożnej[1]

Narodowe
- Puchar Karaibów (turniej poprzedzony kwalifikacjami)
- Puchar Karaibów kobiet
- Mistrzostwa Karaibów U-20
- Mistrzostwa Karaibów U-17 kobiet
- Mistrzostwa Karaibów U-20 kobiet

Klubowe
- Klubowe Mistrzostwa CFU

## Uczestnicy Mistrzostw Świata w piłce nożnej
1 występ
- Trynidad i Tobago
- Kuba
- Jamajka
- Haiti